# Obléhání Bystrice
Obléhání Bystrice (v originále Obliehanie Bystrice) je opera slovenského skladatele Jána Cikkera na vlastní libreto podle stejnojmenné novely Kálmána Mikszátha (Beszterce ostroma, v češtině vyšlo jako Poslední hradní pán).

## Vznik a charakteristika opery
Ve své předposlední opeře se Ján Cikker poprvé obrátil ke komické látce. Stejně jako u ostatních svých zralých oper si napsal libreto sám, a to podle stejnojmenného románu Kálmána Mikszátha. Ten vyšel ve slovenském překladu jako Posledný hradný pán (podobně v češtině: Poslední hradní pán), Cikker však libreto napsal na základě původní maďarské verze a rozhodl se ponechat opeře i její titul Obléhání Bystrice (Beszterce Ostroma), který považoval za přiléhavější a který navíc odkazuje na Cikkerovu rodnou Bánskou Bystrici, přestože děj se celý odehrává na hranicích Trenčianské župy.
Cikker svou motivaci sám popsal takto: „Jako by nad dílem už od Mikszátha vál humor podzimu – lidsky, vše chápající, opouštějící, vyrovnaný. Právě pro tento humor jsem sáhl k námětu Mikszáthova románu. Druhou příčinou bylo, že v něm jde tak trochu o historickou záležitost. Hrdina románu – podivín a výstředník hrabě Štefan Pongrácz – skutečně žil, měl kaštel v Nededzi, pochován je ve Varíně. A konečně, lákalo mne i prostředí příběhu, naše, slovenské, které i Mikszáth dobře znal a miloval, vždyť z něho sám vyšel.“
Skladatel začal na libretu pracovat v roce 1978, od března 1979 do konce roku 1981 pak skládal hudbu. Premiéra opery se pak konala 8. října 1983 ve Slovenském národním divadle. SND s touto inscenací 8. února 1984 hostovalo i v pražském Národním divadle.
Cikker čtyři kapitoly zhruba dvousetstránkového románu přetvořil do tří dějství opery; každé dějství má tři obrazy spojené orchestrálními mezihrami. Přitom učinil řadu nutných změn. Především se soustředil na postavu hraběte Pongrácze a dějovou linii jeho se přímo týkající; vedlejší linie týkající se osudů osiřelé dívky Apolónie před jejím setkáním s hrabětem zůstala pominuta. Řadu detailů a popisů, například běžného života na Pongráczově zámku, musela rovněž ustoupit. Především však byl změněn závěr příběhu: v románu Pongrácz odkazuje všechen majetek Apolónii a páchá sebevraždu, v opeře se sebevražda sice také koná, ale jen naoko: Pongrácz ji předstírá a díky ní se zbaví některých příživníků.
Zajímavým ozvláštněním libreta jsou literární citáty: v prvním obraze Estella recituje úryvek z Romea a Julie, herec-řečník v posledním obraze druhého dějství deklamuje úryvek Petőfiho básně O vlasti (v překladu Jána Smreka), ve třetím dějství zase student Bakra přednáší začáteční verše Vergiliovy Aeneidy.
Stejně jako v Mikszáthově knize je hlavním tématem falešnost a prodejnost „reálného“ světa, reprezentovaného hraběcími „dvořany“ (jedinou pozitivní výjimkou je Apolónie). Pongráczův útěk do vysněného romantického středověku je tak snáze pochopitelný, ba racionálně odůvodnitelný, a hrabě jako „poslední rytíř“ získává sympatie skladatele i obecenstva. Na rozdíl od románu, v němž je hrabě jednoznačně popisován jako choromyslný, nechává ostatně Cikker úsudek mnohem více na divákovi: „Zda je hrabě blázen, nebo si dělá blázny z ostatních – tuto otázku nechávám otevřenou… Významnější je, že na konci odpouští těm, kdo ho podváděli, a rozezvučí své ušlechtilé struny.“
Podle režiséra první inscenace B. Krišky „příběh i jeho operní a dramaturgická podoba oplývají bizarností prostředí, charakterů i situací“. Tomu odpovídá i Cikkerova hudba, pohybující se na hranicích tragiky, lyriky a komiky, ve vykreslení Pongráczových dvořanů až grotesky. Zpěvní linie je o něco melodičtější než u bezprostředně předcházejících skladatelových oper, zejména hlavní hrdina má několik ariózních míst (přípitek Kateřině Medicejské v 1. dějství, přípitek na smířenou městu Bánské Bystrici v 2. dějství), vcelku však výrazně převažuje deklamační recitativ. Těžiště hudby se nalézá v orchestru, který má v průběhu příběhu mnoho příležitostí pro pregnantní taneční a pochodové plochy (tance na hradních slavnostech ve stylu 19. století i Pongráczova „středověku“, vojenské pochody i pompézní hudba „bystrického poselstva“…) – jsou to nejpůsobivější úseky díla. Jako v jiných operách zde Cikker v hudbě využívá paralelního kreslení dvou různých úrovní („popředí“ a „popředí“), což ve výsledku vede k polytonální až atonání melodii.
Cikker svůj úmysl v komické opeře, která pro něho byla novým žánrem, napsal: „… šlo mi v této opeře o humor jemný, nenásilný, ne groteskní, křiklavý, hlučný, jarmareční. Aby člověk vycítil, že tam úlohu hraje i lidské srdce.“ Podle názoru muzikologa Viléma Pospíšila „… komičnost příběhu vyjadřují více jevištní situace než Cikkerova hudba, protože skladatel zůstává většinou věrný stylu svých mistrovských vážných výtvorů, než aby objevoval v této sféře skutečně nové světy v odlehčených polohách hudebního vtipu a pravé veseloherní úsměvnosti.“

## Osoby a první obsazení
| osoba                  | hlasový obor         | premiéra (8.10.1983)            |
| ---------------------- | -------------------- | ------------------------------- |
| Hrabě Stefan Pongrácz  | bas                  | Ondrej Malachovský              |
| Estella                | soprán (mezzosoprán) | Marta Nitranová                 |
| Hradní kaplan Holub    | baryton              | Juraj Hrubant                   |
| Kastelán Kováč         | bas                  | Jozef Špaček                    |
| Tajemník Pružinský     | tenor                | Pavol Gábor                     |
| Student Bakra          | mezzosoprán          | Ľuba Baricová                   |
| Apolónia               | soprán               | Elena Holičková                 |
| Baron Bohenczy         | tenor                | Peter Oswald                    |
| Plukovník Pongrácz     | tenor                | Milan Kopačka                   |
| Advokát Milan Trnovský | baryton              | Štefan Hudec                    |
| Starosta Blázy         | baryton              | Juraj Martvoň                   |
| Řečník                 | tenor                | Vojtech Schrenkel               |
| Senátor                | bas                  | Boris Šimanovský / Jozef Džavik |
| Surina                 | bas                  | Lukáč Bednárik / Štefan Lessák  |
| Reberník               | bas                  | Ján Korítko / Elemír Siegel     |
| Strážník               | tenor                | Bernard Adamík / Aladár Botlík  |
| Režie:                 | Režie:               | Branislav Kriška                |
| Dirigent:              | Dirigent:            | Ondrej Lenárd                   |
| Výprava:               | Výprava:             | Ladislav Vychodil               |
| Kostýmy:               | Kostýmy:             | Helena Bezáková                 |

## Děj opery
Na své tvrzi v Nededzi žije koncem 19. století hrabě Štefan Pongrácz (1835–1886). Je to podivín a v očích většiny lidí blázen: před světem se uzavírá do své rytířské středověké fantazie, považuje se za pána nad životem a smrtí svých poddaných a středem jeho obdivu je Kateřina Medicejská. Okolo hraběte se to jen hemží různými příživníky, kteří ho ve svůj prospěch v bláznivých představách podporují a přistupují na jeho nápady. Mezi nimi je i tanečnice Estella: hrabě ji kdysi vykoupil z cirkusu, protože pro svůj hrad potřeboval „hradní paní“, její naděje na sňatek s hrabětem se však nenaplnily.

## 1. dějství
(Kaštel hraběte Pongrácze)
Při veselé „středověké“ zábavě u stolu se hrabě dostane do půtky se svým synovcem, baronem dr. Behenczym, tajným Estelliným milencem, který se pokouší lékařsky vyšetřit Pongráczův duševní stav. Hrabě ho dává uvrhnout do šatlavy a hodlá nad ním uspořádat soud; rozešle všechny pro příslušné rekvizity a sám pronáší přípitek obrazu Kateřiny Medicejské. Estellina prosba o milost pro Behenczyho hraběte neoblomí. Přesto se baronovi podaří útěk, i s Estellou, a to do Bánské Bystrice. Hrabě Pongrácz se cítí uražen na cti a vyzývá město Bystrici, aby mu jeho hradní paní vydalo; dostane se mu přirozeně zamítavé a málo uctivé odpovědi. Hrabě je rozhodnut Bystrici pokořit vojensky a chystá výpravu proti ní.

## 2. dějství
(Na břehu Váhu)
Sirota Apolónie Trnovská ze žilinské měšťanské rodiny trpěla v péči řevnivých bratrů svého zemřelého otce tak, že jim utekla a pokusila se o sebevraždu ve Váhu; nakonec se jí ujme starosta Žiliny Blázy. Hrabě mezitím s pomocí svých „dvořanů“ sestavil „vojsko“ a táhne kolem Žiliny na Bystrici. Jeho společníci včetně starosty Blázyho si jsou vědomi, že pokud se o tomto nápadu dozvědí vyšší úřady, skončí hrabě v blázinci, a tím i jejich pohodlný život. Najmou tedy tlupu komediantů, kteří se vydávají za vyslance magistrátu města Bystrice. Ti se představí hraběcímu vojsku, hraběte poníženě odprosí a nabídnou mu za ztracenou hradní paní rukojmí – mladou Apolónii. Hrabě je usmířen a všichni připíjejí na zdar města Bystrice.

## 3. dějství
(Kaštel hraběte Pongrácze)
Prostá a živá Apolónie vnese do hraběcí rezidence jiný duch. Starý podivín k ní cítí otcovskou náklonnost a její přítomnost ho zlidšťuje, zato však přísně stráží její ctnost, a když na majálesové veselici při tanci políbí husar Erdödy, vyzve ho na souboj. Tím spíše nepřeje jejímu bratranci a snoubenci, advokátu Milanovi Trnovskému, kterého z kaštele vyžene. Milan se domluví s komedianty a s Estellou, která je za úplatek ochotna vrátit se na Nededzu, a brzy přichází zpět slavné „poselstvo magistrátu města Bystrice“, přivádí hraběti zpět uprchlou Estellu a žádá zpět svou rukojmí Apolónii, kterou Milan přichází „osvobodit“. Hrabě vyhotoví závěť v Apolóniin prospěch a předstírá svou smrt; to přinejmenším přiměje Estellu a „poselstvo“, aby odtáhli s nepořízenou. Pongrácz vstává z mrtvých, aby mladým snoubencům odpustil a slíbil vystrojit svatbu.

## Instrumentace
Tři flétny, tři hoboje, čtyři klarinety, tři fagoty; čtyři lesní rohy, tři trubky, tři pozouny, tuba; tympány, bicí souprava; harfa; celesta; smyčcové nástroje (housle, violy, violoncella, kontrabasy).